# 大樹寺 (岡崎市の町名)
大樹寺（だいじゅうじ）は、愛知県岡崎市岩津地区の町名。現行行政地名は大樹寺一丁目から大樹寺三丁目。

## 地理
岡崎市の北西部に位置する。南から時計回りに1～3丁目が置かれている。

### 河川
- 早川

## 世帯数と人口
2019年（令和元年）5月1日現在の世帯数と人口は以下の通りである。
| 丁目         | 世帯数    | 人口    |
| ------------ | --------- | ------- |
| 大樹寺一丁目 | 120世帯   | 248人   |
| 大樹寺二丁目 | 380世帯   | 911人   |
| 大樹寺三丁目 | 506世帯   | 1,142人 |
| 計           | 1,006世帯 | 2,301人 |

### 人口の変遷
国勢調査による人口の推移
| 1995年（平成7年）  | 1,756人 | [ 6 ]  |  |
| 2000年（平成12年） | 1,944人 | [ 7 ]  |  |
| 2005年（平成17年） | 2,182人 | [ 8 ]  |  |
| 2010年（平成22年） | 2,275人 | [ 9 ]  |  |
| 2015年（平成27年） | 2,422人 | [ 10 ] |  |

## 小・中学校の学区
市立小・中学校に通う場合、学区は以下の通りとなる。また、公立高等学校全日制普通科に通う場合の学区は以下の通りとなる。
| 丁目         | 番・番地等 | 小学校             | 中学校           | 高等学校 |
| ------------ | ---------- | ------------------ | ---------------- | -------- |
| 大樹寺一丁目 | 全域       | 岡崎市立大門小学校 | 岡崎市立北中学校 | 三河学区 |
| 大樹寺二丁目 | 全域       | 岡崎市立大門小学校 | 岡崎市立北中学校 | 三河学区 |
| 大樹寺三丁目 | 全域       | 岡崎市立大門小学校 | 岡崎市立北中学校 | 三河学区 |

## 歴史
額田郡大樹寺村を前身とする。

### 沿革
- 1889年（明治22年）10月1日 - 町村制施行に伴い、大樹寺村が大門村・上里村・鴨田村・藪田村・百々村と合併し、大樹寺村大字大樹寺となる[13]。
- 1906年（明治39年）5月1日 - 合併に伴い、岩津村大字大樹寺となる[13]。
- 1928年（昭和3年）5月1日 - 町制施行に伴い、岩津町大字大樹寺となる[13]。
- 1955年（昭和30年）2月1日 - 岡崎市へ編入し、同市大樹寺町となる[14]。
- 1978年（昭和53年）3月21日 - 町名変更の実施に伴い、大樹寺一丁目から大樹寺三丁目を設置[14][1]。
  - 大樹寺町の残部が大門4・5丁目、薮田1・2丁目の各一部となり廃止。

### 町名の変遷
| 実施後       | 実施年月日                | 実施前（各町名ともその一部）             |
| ------------ | ------------------------- | ---------------------------------------- |
| 大樹寺一丁目 | 1978年（昭和53年）3月21日 | 大樹寺町・大門町・鴨田町・井田町の各一部 |
| 大樹寺二丁目 | 1978年（昭和53年）3月21日 | 大樹寺町・大門町・薮田町の各一部         |
| 大樹寺三丁目 | 1978年（昭和53年）3月21日 | 大樹寺町・鴨田町の各一部                 |

## 交通

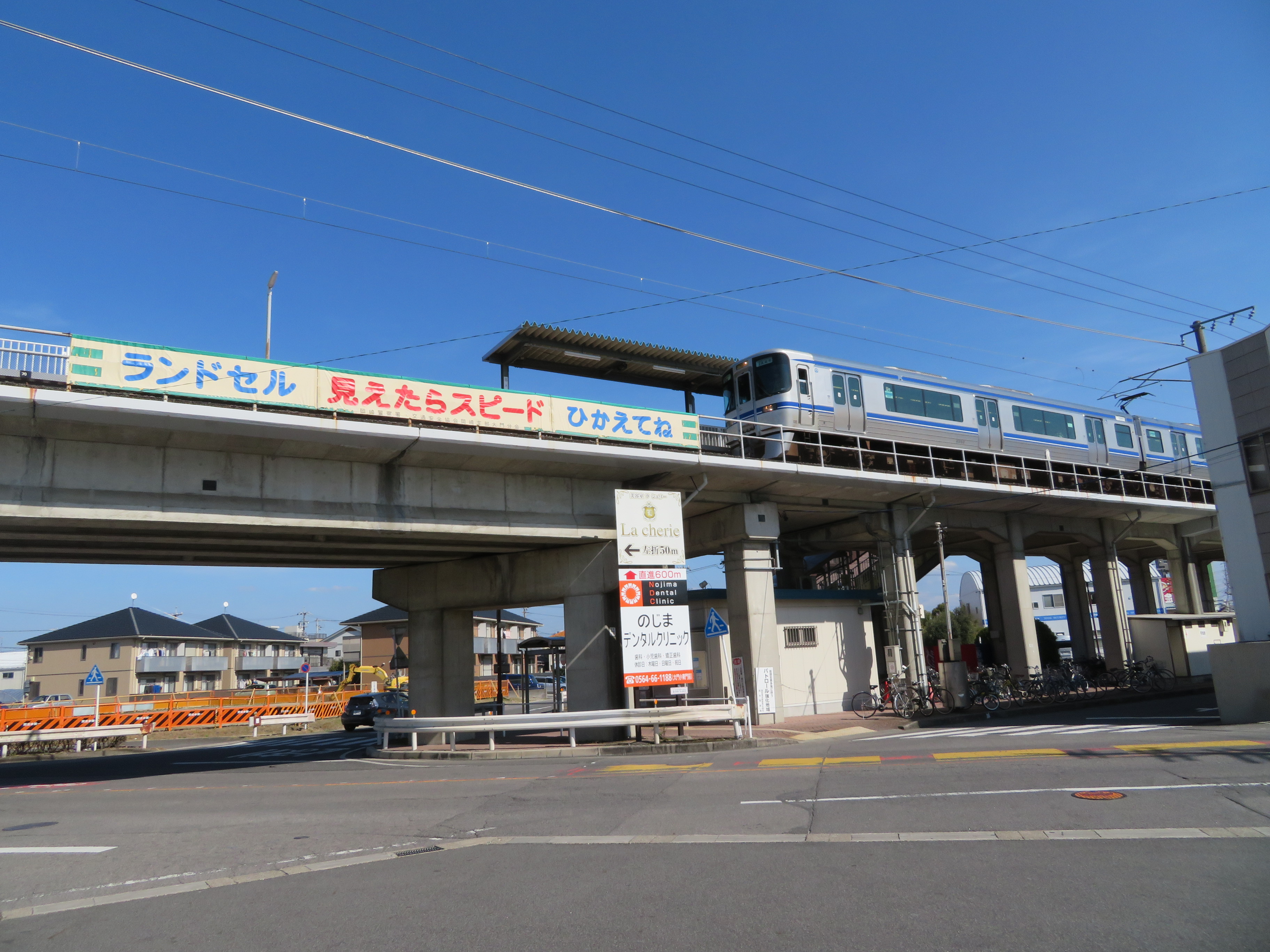
大門駅

### 鉄道
- 愛知環状鉄道
  - 愛知環状鉄道線 大門駅（一部）

### 道路
- 国道248号
- 愛知県道26号岡崎環状線（竜北メーンロード）

## 施設
大樹寺は隣接する鴨田町に所在する。
- 岡崎大樹寺郵便局
- 碧海信用金庫 岡崎北支店
- 愛知県教職員 岡崎地区住宅
- 愛知トヨタ 大樹寺
- ファニチャードーム 新岡崎店
- バロー 大樹寺店
- ドミー 大樹寺店
- スギ薬局 大樹寺店
- セブン−イレブン 岡崎大樹寺店
- ほっともっと 岡崎大樹寺店
- あいそ家 大樹寺店
- はなまるうどん 岡崎大樹寺
- コメダ珈琲店 岡崎大樹寺店
- オートバックス 岡崎大樹寺
- ウエルシア 岡崎大樹寺店
- Honda Cars愛知県央 大樹寺店
- 愛知ダイハツ ダイハツショップ248店
- 三百田公園
- 天満宮

## その他

### 日本郵便
- 郵便番号 : 444-2134[4]（集配局：岡崎郵便局[15]）。